# Рикота
Рико́та, Ріко́та (італ. ricotta), вурда — італійський сир, що виготовляється з молочної сироватки (а не з молока, як традиційні сири), що залишається після готування моцарели або інших сирів.
Виділяють такі види рикоти:
- Рикота дольче (без солі).

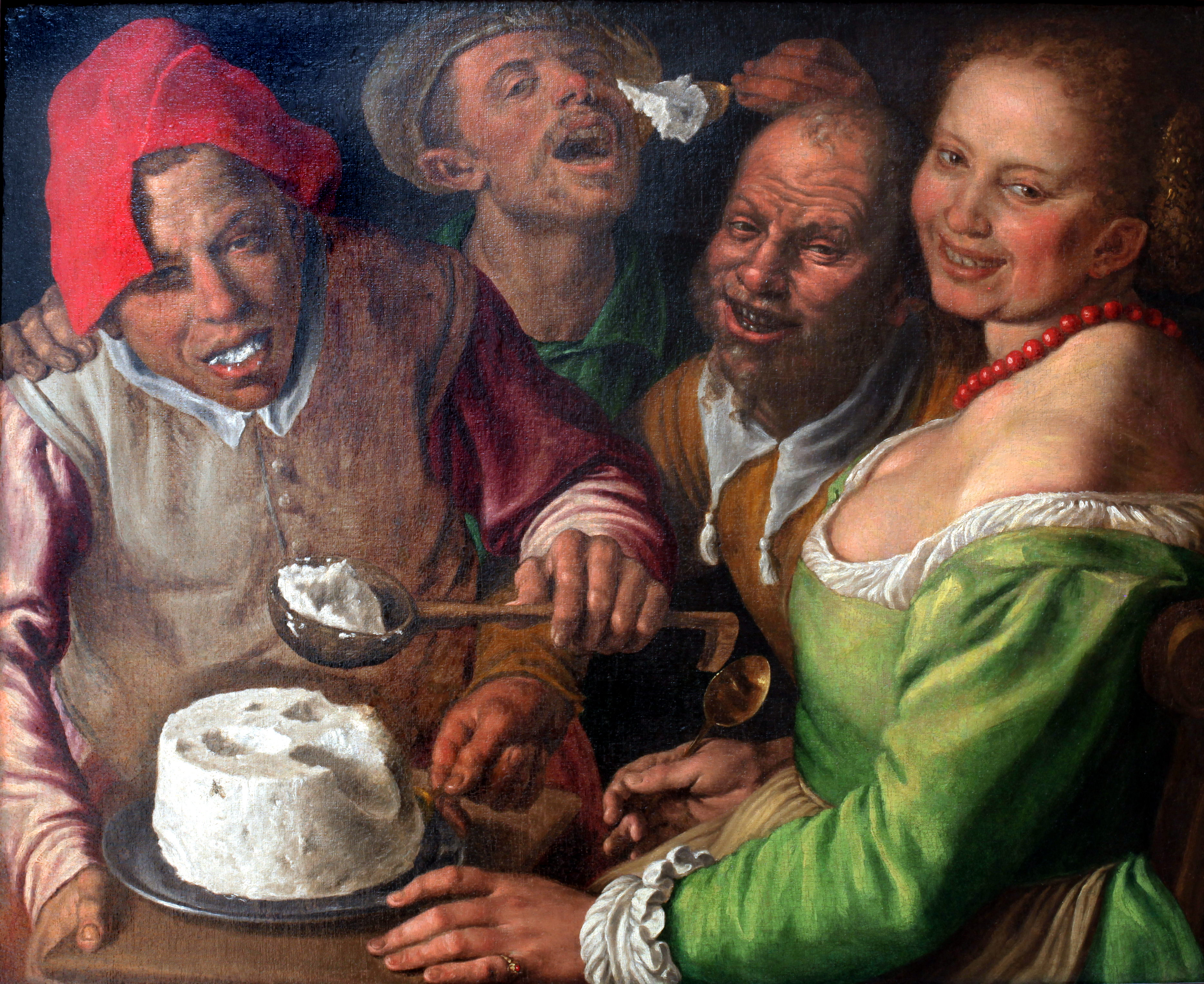
Вінченцо Кампі, «Поїдання рикоти», 1580, Ліонський музей красних мистецтв

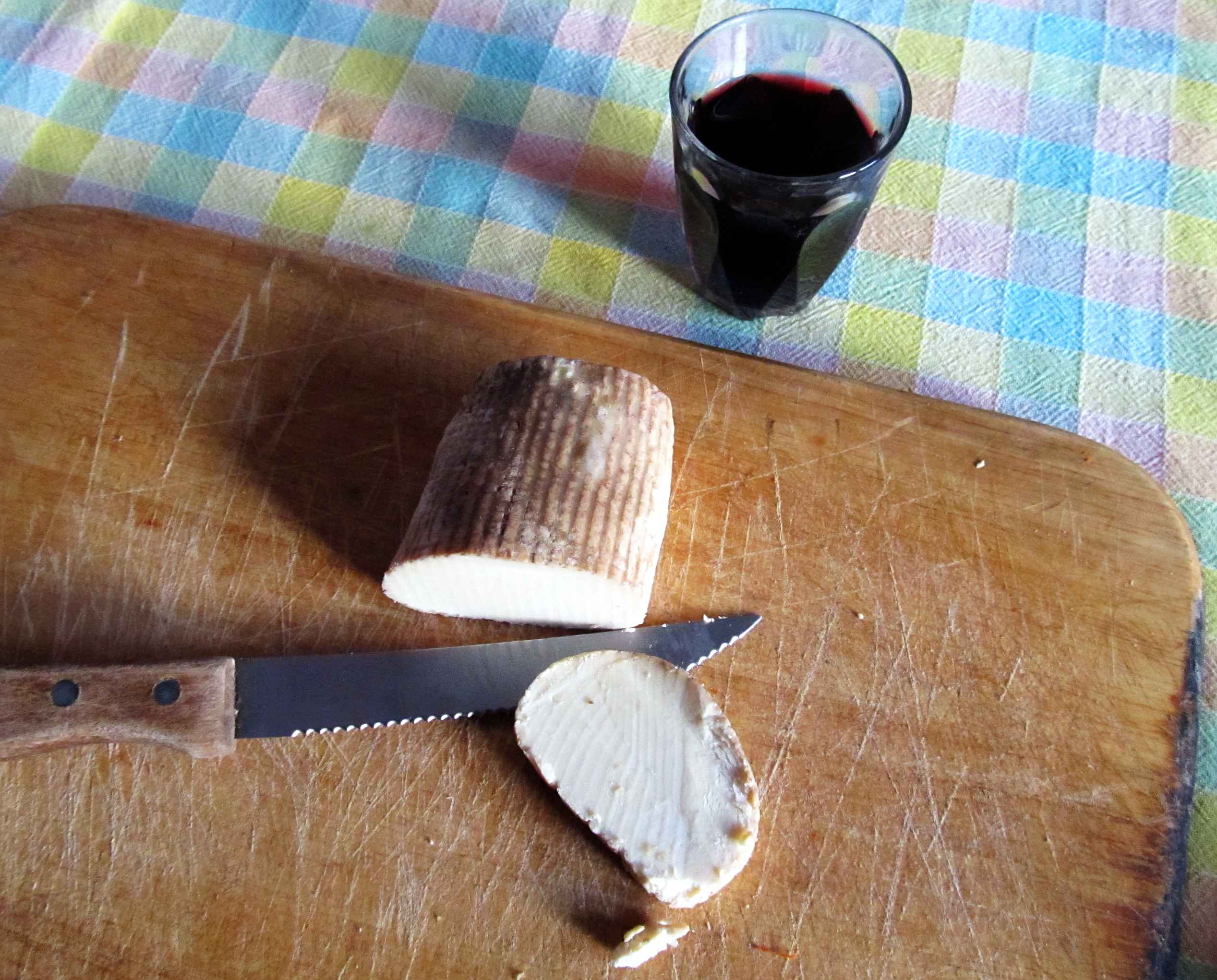
Ricotta affumicata, копчений сир з Сіла в Калабрії

- Рикота молітерно (підсолений, сухуватий).
- Рикота форте (не витриманий, м'який).

Рикота — популярний компонент багатьох десертів, для яких часто подрібнюється й збивається в м'яку масу. Також сир застосовується в рецептах гарячих страв (зокрема, деяких різновидів лазаньї), як начинка для равіолі та кальцоне, використовується при випічці традиційного великоднього хліба Пастієра.
Традиція виготовлення рикоти досить давня, споживання цієї страви зображено на одній з картин Вінченцо Кампі, написаній в 1580 році.

## В Україні
В Україні такий сир називають вурда.